# (34864) 2001 TG114
2001 TG114 (asteroide 34864) é um asteroide da cintura principal. Possui uma excentricidade de 0.11320240 e uma inclinação de 9.06910º.
Este asteroide foi descoberto no dia 14 de outubro de 2001 por LINEAR em Socorro.